# Loch Cluanie
Loch Cluanie ist ein Stausee in den schottischen Highlands. Er liegt in Kintail etwa 20 km westlich von Fort Augustus zwischen Loch Ness und Loch Duich. Loch Cluanie ist etwa zehn Kilometer lang und circa 800 m breit.
Loch Cluanie dient der Erzeugung von Strom aus Wasserkraft. Der See wurde in den 1950er Jahren als Teil des vom North of Scotland Hydro-Electric Board betriebenen Glenmoriston Hydroelectric Projects aufgestaut. Die Staumauer ist 675 m lang und etwa 40 m hoch. 
Entlang des Nordufers des Sees führt die gut ausgebaute A87. Das Südufer wird von keiner Straße erschlossen. Auf dieser Seite führt lediglich eine kleine Stichstraße zur Cluanie Lodge. Die Gegend um den See ist bei Wanderern sehr beliebt. 

## Weblinks

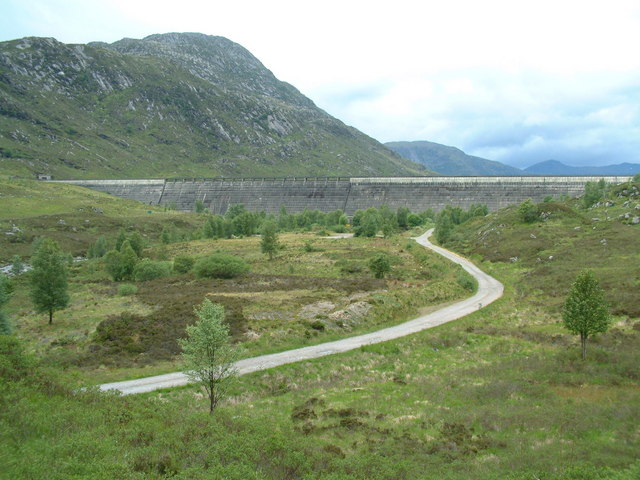
Staudamm von Loch Cluanie